# Chiho Takao
Chiho Takao (jap. 高尾千穂 Takao Chiho; ur. 20 lutego 1984) – japońska narciarka dowolna, specjalizująca się w slopestylu, która starty w Pucharze Świata rozpoczęła w 2012 r. Występowała także w zawodach FIS Race oraz Pucharu Południowoamerykańskiego. Była ona uczestniczką Zimowych Igrzysk Olimpijskich w Soczi, w 2014 r.

## Osiągnięcia

### Igrzyska olimpijskie
| Miejsce | Dzień     | Rok  | Miejscowość | Konkurencja | Wynik     | Zwyciężczyni | Źródło |
| ------- | --------- | ---- | ----------- | ----------- | --------- | ------------ | ------ |
| 22.     | 11 lutego | 2014 | Roza Chutor | slopestyle  | 10.00 pkt | Dara Howell  | [ 1 ]  |

### Mistrzostwa Świata
| Miejsce | Dzień   | Rok  | Miejscowość | Konkurencja | Wynik    | Zwyciężczyni | Źródło |
| ------- | ------- | ---- | ----------- | ----------- | -------- | ------------ | ------ |
| 14.     | 9 marca | 2013 | Voss        | slopestyle  | 37.6 pkt | Kaya Turski  | [ 2 ]  |

### Puchar Świata

#### Pozycje w klasyfikacji generalnej
| Sezon     | Miejsce | Punkty |
| --------- | ------- | ------ |
| 2011/2012 | 61      | 15     |
| 2012/2013 | 59      | 22     |
| 2013/2014 | 145     | 6      |

#### Pozycje w poszczególnych zawodach

##### Slopestyle
| Sezon 2011/2012                                                       |                       |                    |              |                     |        |        |        |        |        |        |         |         |         |         |         |         |         |         |         |
| Jyväskylä 25.02                                                       | Mammoth Mountain 4.03 | Punkty             | Punkty       | Punkty              | Punkty | Punkty | Punkty | Punkty | Punkty | Punkty | Pozycja | Pozycja | Pozycja | Pozycja | Pozycja | Pozycja | Pozycja | Pozycja | Pozycja |
| 6                                                                     | 7                     | 76                 | 76           | 76                  | 76     | 76     | 76     | 76     | 76     | 76     | 5       | 5       | 5       | 5       | 5       | 5       | 5       | 5       | 5       |
| Sezon 2012/2013                                                       |                       |                    |              |                     |        |        |        |        |        |        |         |         |         |         |         |         |         |         |         |
| Ushuaia 7.09                                                          | Copper Mountain 12.01 | Silvaplana 9.02    | Soczi 13.02  | Sierra Nevada 23.03 | Punkty | Punkty | Punkty | Punkty | Punkty | Punkty | Punkty  | Punkty  | Pozycja | Pozycja | Pozycja | Pozycja | Pozycja | Pozycja | Pozycja |
| 8                                                                     | 17                    | 16                 | –            | 4                   | 111    | 111    | 111    | 111    | 111    | 111    | 111     | 111     | 8       | 8       | 8       | 8       | 8       | 8       | 8       |
| Sezon 2013/2014                                                       |                       |                    |              |                     |        |        |        |        |        |        |         |         |         |         |         |         |         |         |         |
| Cardrona 25.08                                                        | Copper Mountain 21.12 | Breckenridge 10.01 | Gstaad 18.01 | Silvaplana 15.03    | Punkty | Punkty | Punkty | Punkty | Punkty | Punkty | Punkty  | Punkty  | Pozycja | Pozycja | Pozycja | Pozycja | Pozycja | Pozycja | Pozycja |
| 13                                                                    | –                     | –                  | 21           |                     | 30     | 30     | 30     | 30     | 30     | 30     | 30      | 30      | 31      | 31      | 31      | 31      | 31      | 31      | 31      |
| Legenda                                                               |                       |                    |              |                     |        |        |        |        |        |        |         |         |         |         |         |         |         |         |         |
| 1 2 3 4-10 11-30 31-100 wyniki anulowane - – zawodnik nie wystartował |                       |                    |              |                     |        |        |        |        |        |        |         |         |         |         |         |         |         |         |         |